# هارفي هارت
هارفي هارت (بالإنجليزية: Harvey Hart)‏ هو منتج تلفزيوني ومنتج أفلام ومخرج أمريكي، ولد في 30 أغسطس 1928 في نيويورك في الولايات المتحدة، وتوفي بنفس المكان في 21 نوفمبر 1989.

## وصلات خارجية
- هارفي هارت على موقع IMDb (الإنجليزية)
- هارفي هارت على موقع ألو سيني (الفرنسية)
- هارفي هارت على موقع أول موفي (الإنجليزية)
- هارفي هارت على موقع قاعدة بيانات الأفلام السويدية (السويدية)
- هارفي هارت على موقع قاعدة بيانات الفيلم (الإنجليزية)
- هارفي هارت على موقع كينوبويسك (الروسية)